# بوئینگ تی‌بی
بوئینگ تی‌بی (به انگلیسی: Boeing TB) یک هواپیمای ساختِ بوئینگ در کشور ایالات متحده آمریکا است. این هواپیما در ۴ مه ۱۹۲۷ میلادی نخستین پرواز خود را انجام داد.